# 門洛 (喬治亞州)
門洛（英語：Menlo）是一個位於美國喬治亞州查圖加縣的城市。

## 地理
門洛的座標為34°29′06″N 85°28′34″W / 34.48500°N 85.47611°W，而該地的平均海拔高度為335米（即1100英尺）。

## 人口
根據2010年美國人口普查的數據，門洛的面積為2.03平方千米，均為陸地。當地共有人口474人，而人口密度為每平方千米233人。